# Garamkürtös
Koordináták: é. sz. 48,6162°, k. h. 18,7847°48.616200°N 18.784700°E
Garamkürtös (1890-ig Trubin, szlovákul: Trubín, németül: Trubein) Lócsakürtös településrésze, korábban önálló falu Szlovákiában, a Besztercebányai kerületben, a Garamszentkereszti járásban.

## Fekvése
Garamszentkereszttől 6 km-re, északnyugatra fekszik.

## Története
Első írásos említése a garamszentkereszti plébánia okiratai közt található, amely arról szól, hogy 1253 és 1260 között Garamszentkersztről egy pap járt ide misét tartani. Temploma valószínűleg a 13. században épült, mert első, 15. századi említésekor már régi templomként szerepel. Az esztergomi érsekség faluja volt, majd 1776-ban az akkor alapított besztercebányai püspökségé lett. 1536-ban 19 portája állt. 1544-ben határában csata zajlott a magyar és török seregek között. 1601-ben 55 ház állt a faluban. 1720-ban 61 adózó háztartása volt, közülük 4 kézműves, valamint malom és kocsma is állt itt. 1828-ban 94 házában 624 lakos élt, akik főként mezőgazdasággal és erdőműveléssel foglalkoztak.
Vályi András szerint: „TRUBIN. Tót falu Bars Várm. földes Ura a’ Besztertze Bányai Püspökség, lakosai katolikusok; földgye jó, réttye bőven van, gyümöltsös, káposztás, és komlós kertyei is vagynak; legelője elég, fája is van."
Fényes Elek szerint: „Trubin, tót falu, Bars vmegyében, Sz. Kereszthez nyugotra 2 mfld, 624 kath. lak. Kath. paroch. templom. Sok szilva, komlófa. F. u. a beszterczei püspök. Ut. p. Selmecz."
Bars vármegye monográfiája szerint: „Garamkürtös, a garamszentkereszti járásban fekvő tót kisközség, 787 róm. kath. vallású lakossal. Hajdan érsekségi birtok, mely 1311-ben a Csák Máté által feldúlt községek között van említve. Akkoriban Kürt volt a neve, később azután már Trubin tót néven találjuk és a beszterczebányai püspök a földesura. 1544-ben itt tartott pihenőt csapatával Nyáry Ferencz kapitány, a mikor a törökök által szorongatott Balassa Menyhért felszabadítására Lévára indult. Kath. templomáról 1487-ben már mint régi egyházról van említés. Verancsics érsek 1572-ben szintén mint régit említi és mint ilyen szerepel Pázmány munkájában is. A templom, noha több izben rontottak rajta a javításokkal, gótikus részletekkel bír. Postája van a községnek, távirója és vasúti állomása Garamszentkereszt."
A trianoni békeszerződésig Bars vármegye Garamszentkereszti járásához tartozott.
1944 decemberében a németek tíz 17-19 éves fiút gyilkoltak meg a partizánok támogatása miatt. 1971. július 9-én a szomszédos Kislócsával egyesítették Lócsakürtös (Lovčica-Trubín) néven.

## Népessége
1910-ben 894, túlnyomórészt szlovák lakosa volt.

## Nevezetességei
- Szent Mária Magdolna tiszteletére szentelt, római katolikus templomát 1487-ben már régi templomként említik. 1573-ban, 1669-ben és a 19. században is átépítették.
- Barokk kápolnája 1723-ban épült.
- 17 partizán és katona sírja.

## Lásd még
- Lócsakürtös
- Kislócsa

## Külső hivatkozások
- Lócsakürtös hivatalos oldala
- Községinfó
- Garamkürtös Szlovákia térképén
- Tourist-channel.sk
- E-obce.sk